# Settimio Costantini
Settimio Costantini (Teramo, 2 marzo 1839 – Roma, 19 luglio 1899) è stato un politico e giornalista italiano.

## Biografia
Figlio del patriota e avvocato Andrea Costantini e di Marianna Massei, e fratello minore di Berardo, abbandonò gli studi di giurisprudenza e dal 1861 insegnò lettere al ginnasio Delfico di Teramo. Dal 1873 si dedicò, oltre alle mansioni amministrative, all'attività di giornalista, fondando l'anno successivo il «Corriere abruzzese».
Eletto consigliere comunale a Teramo nel 1864, fu anche assessore, e ricoprì la carica di sindaco di Teramo dal 1868 al 1875, e una seconda volta per pochi mesi nel 1876. Dal 1870 al 1874 fu consigliere provinciale, per due volte deputato provinciale (1870, 1877-1888), e presidente del consiglio provinciale di Teramo dal 1883.
Nel 1876 venne eletto per la prima volta alla Camera del Regno d'Italia nella XIII legislatura, finendo per essere sempre rieletto nelle successive elezioni fino alla morte avvenuta nel 1899.